# Cabecera Barranco de Aguajilva
Cabecera Barranco de Aguajilva este o arie protejată (arie specială de conservare — SAC, sit de importanță comunitară — SCI) din Spania întinsă pe o suprafață de 140,3 ha, integral pe uscat.

## Localizare
Centrul sitului Cabecera Barranco de Aguajilva este situat la coordonatele 28°07′34″N 17°10′38″W / 28.126°N 17.1772°V.

## Înființare
Situl Cabecera Barranco de Aguajilva a fost declarat sit de importanță comunitară în octombrie 1999 pentru a proteja 4 specii de plante. Situl a fost protejat și ca arie specială de conservare în ianuarie 2010.

## Biodiversitate
Situată în ecoregiunea , aria protejată conține 5 habitate naturale: Pante stâncoase silicioase cu vegetație casmofită, Tufărișuri termo-mediteraneene și de pre-deșert, Pajiști macaroneziene cu vegetație endemică, Plantații de palmieri Phoenix, Păduri endemice cu Juniperus spp..
La baza desemnării sitului se află mai multe specii protejate de  plante (4): Aeonium gomerense, Aeonium saundersii, Ceropegia dichotoma subsp. krainzii, Woodwardia radicans.